# 啞鈴島 (法利埃海岸)
啞鈴島（英語：Dumbbell Island），是南極洲的島嶼，位於葛拉漢地西岸的法利埃海岸，處於阿拉莫德島以西2公里，屬於大地群島的一部分，在1948年由英國研究隊測量，現時由南極條約體系管理。